# Талибани
Талибан (на пущу طالبان – ученици, студенти) е ислямско фундаменталистко военизирано движение в Афганистан, възникнало в средите на пущунските младежи сунити,[необходимо е уточнение][необходимо е уточнение] които по време на съветската окупация се обучават в ислямски школи в съседен Пакистан според радикалната ислямистка идеология на Саид Кутб[необходимо е уточнение][необходимо е уточнение]. Съществуват множество различни мнения кой и каква подкрепа е оказвал на споменатите религиозни училища. Възможни отговори на този въпрос са Пакистан, САЩ, както и източници от други страни. Фактите са, че Пакистан е приютил талибаните на своя територия поне през годините преди 1992, че талибаните като противник на интересите на СССР в Афганистан имат отношение към стратегическото противопоставяне САЩ-СССР и тактически са средство за противодействие на тогавашната съветска активност в региона. Българският военен анализатор към Пентагона, сътрудник към института Хъдсън и други американски агенции и автор на редица изследвания за исляма Алекс Алексиев[необходимо е уточнение] в секретен доклад успява да убеди администрацията на американския президент Роналд Рейгън, че САЩ трябва да доставят легендарните ракети „Стингър” на муджахидините, след което СССР губи контрола върху въздушното пространство над Афганистан[необходимо е уточнение]. През 1988 година съветската армия се оттегля победена от Афганистан,[необходимо е уточнение] вследствие на което през 1989 година пада Берлинската стена и скоро е разпуснат целият бивш Варшавски договор.[необходимо е уточнение] След това, Пакистан отново е съюзник в съвместни военни действия със САЩ през 1991.
След края на Гражданската война в страната, през 1996 година талибаните идват на власт. Установяват строго законодателство, произлизащо от техните собствени разбирания за шериата. Криминалните престъпления биват наказвани физически – рязане на крайници, публичен побой, публичен разстрел и т.н. Често политическите престъпления също са третирани като криминални. Наложена е строга дискриминация спрямо жените – те нямат право да излизат на улицата, ако не ги придружава техният баща, съпруг или брат. При това трябва да носят т. нар. бурка – плътно покривало, което покрива женското тяло изцяло, оставяйки само отвор за очите, който е покрит с полупрозрачна мрежа. Жените нямат право да работят, да учат, да говорят извън дома си. 
Сред извращенията на талибаните е и взривяването на многовековните статуи на Буда в Бамиан през пролетта на 2001 година по съображения за борба с идолопоклонството. Талибаните унищожават и музикални инструменти, като пиана, акордеони, китари, духови инструменти и други предмети, като проводници на Западно влияние. 
Правителството на талибаните подпомага логистично организацията на Осама бин Ладен, ал-Кайда. Това се изтъква като основание след атентатите от 11 септември 2001 година, през октомври САЩ да нападнат Афганистан и в тясно сътрудничество с опозиционния Северен съюз, да свалят управлението на талибаните. Бойните действия в различни провинции обаче продължават, по-късно към участниците във военните действия се присъединяват и други страни, сред които и България.
Действителните интереси на всички чуждестранни сили в региона са комплексни и разнопосочни. Например пакистанският генерал Зафар Абас твърди, че Южен Афганистан, силно обхванат от наркоиндустрията е „пропускан“ винаги при бомбардировки на фона на увеличението на производството на дрога след свалянето на талибанското правителство до близо 7000 тона годишно (от 185). Дори само логистиката на хиляди тонове опиум поражда въпроси. Когато процъфтява на територия под контрола на американски миротворци, вече се превръща в отговор.
По време на Американското военно присъствие в Афганистан талибаните са все още активни, с особено силни позиции в граничните райони между Афганистан и Пакистан, и други труднодостъпни райони. След изтеглянето на американските войски от страната те започват настъпление, в резултат на което до 15 август 2021 година поставят под властта си над 90% от територията ѝ и 33 от 34 провинциални столици, в това число и Кабул. На 6 септември същата година завземат Панджширската долина, с което установяват пълен контрол над страната.
Въпросът остава сложен поради множеството неафиширани факти от настоящето и близкото минало. Талибаните като понятие в масовата про-западна култура и реално явление впоследствие са резултат и от стратегически действия на големите сили в световната политика. Може да се каже, че САЩ един основен фактор, като „операцията“ продължава и не може да бъде лесно предвидена, планирана или повлияна. Информационната политика е типичната за всеки сложен процес от голям мащаб – строго подчинена на интересите на активната част от главните участници. Понастоящем, режимът на Владимир Путин в Русия, срещу когото Международният наказателен съд в Хага издаде на 17 март 2023 година заповед за арест за военни престъпления в Украйна, е от малкото съюзници на талибаните.[необходимо е уточнение]
Международният наказателен съд в Хага (МНС) издава на 8 юли 2025 година заповеди за арест на върховния лидер на талибаните Хайбатула Ахундзада и на председателя на Върховния съд на Афганистан Абдул Хаким Хакани за престъпления срещу човечеството, заради преследването на жени по полов признак, в периода в периода между 15 август 2021 г. и 20 януари 2025 г., когато талибаните взеха властта в Афганистан, след оттеглянето на американските войскина 15 август 2021 година от страната .[необходимо е уточнение]